# 罪と罰 A Falsified Romance
『罪と罰 A Falsified Romance』は、漫画アクションに連載された落合尚之による漫画作品である。2012年にWOWOWの連続ドラマWで、高良健吾主演でテレビドラマ化され放送された。

## 概要
『漫画アクション』（双葉社刊）2007年1月23日号より連載が開始され、2011年3月15日号で完結した。単行本は全10巻。
フョードル・ドストエフスキーの『罪と罰』のオマージュ作品だが、サブタイトルに"A Falsified Romance"（直訳すると「改竄されたロマンス」）とあるように、舞台は現代の日本であり、大筋以外は別物の作品になっている。

## ストーリー
引きこもりをしていた主人公「ミロク」が、ある女子高生との交流をきっかけに「計画」を実行する。だが、それは序章に過ぎなかった。

## 登場人物

### 主要人物
裁 弥勒（たち みろく） / ミロク
主人公。将来を嘱望され岩手から東京の大学に入学するも、現在は引きこもり生活を送っている作家志望の青年。学校教師の父は幼い頃に死去。ある日リサに声をかけられたことから売春組織の存在を知り、「計画」を実行することになる。
原作中のモデルはロジオン・ロマーヌイチ・ラスコーリニコフ。「裁弥勒」という名前には原作由来の秘密が隠されている（作者談）。
馬場 光（ばば ひかる） / ヒカル
女子高生。女子高生専門の売春組織のリーダー。暴力団ともつながりがあり、上納金を納めている。両親はテレビにもしばしば登場する有名人。
モデルはアリョーナ・イワーノヴナ。
島津 里沙（しまづ りさ） / リサ
女子高生。母子家庭でマンションに1人暮らしをしており、気が弱く流されやすい性格。このためヒカルのいうままに売春をしている。その上ヒカルから陰惨な苛めを受けており、自室のマンションはヒカルたちのたまり場と化していた。ミロクを慕い売春グループから足を洗おうとする。
モデルはリザヴェータ・イワーノヴナ。
首藤 魁（すどう かい）
ミロクの大学の先輩。女好きのプレイボーイ。表の顔はミロクがインターンに入った会社の嘱託であるが、実は女社長の愛人であり、裏の世界にも通じている。弥勒はこの人物に対し、反感を抱きながらも強く惹かれた。
モデルはスビドリガイロフ。

### 準主要人物
裁 喜乃（たち よしの）
ミロクの姉。ミロクのことを心配している。家族の生計やミロクの学生生活を支えるため、成金男と意に沿わない結婚をしようとしているが、勤務先の上司にも言い寄られている。
モデルはドゥーニャ。
中上 明美（なかがみ あけみ）
ミロクの住むアパートの大家の娘。自分につれない態度を取るミロクに対し、無関心を装いつつも何かと気にかけている様子である。
モデルはナスターシャ。
御子柴 遥（みこしば はるか） / ミーコ
ヒカルから暴力団への上納金を運ぶ少年。見習いペンキ職人として働いている。東北の出身。密かにヒカルを慕っていた。
モデルはニコライ。
飴屋 菊夫（あめや きくお）
「計画」実行後、ミロクが運び込まれた病院の同室にいたアルコール使用障害の患者で、元・高校教師。ミロクに自分とエチカの驚くべき過去を告白する。
モデルはマルメラードフ。
飴屋（園山） 英知香（あめや（そのやま） えちか） / エチカ
飴屋の教え子だった少女。飴屋によって筆舌に尽くしがたい凌辱を強いられながらも、飴屋の家族のために彼と結婚し、文字通り自分の身を捧げている。飴屋の死後、ミロクと同棲状態にある。
モデルはソーニャ。
目加田（めかた）
交番巡査で第一発見者として女子高生殺人事件の捜査本部に参加。遺体を見て嘔吐してしまうようなヘタレな警官だが、ミロクに強い疑いを抱いている。
五位 蔵人（ごい くろうど）
東京地検検事でやや小太りの男。ミロクが文芸誌の新人賞に応募した作品に並々ならぬ関心を持っている。
モデルはポルフィーリイ・ペトローヴィチ。
矢住 賢道（やずみ まさみち）
ミロクの大学での友人。孤立しがちなミロクを心配しいろいろと世話を焼く好青年であるが、ことごとく拒絶されている。
モデルはウラズミーヒン。
石水 留仁（いしみず りゅうじん）
喜乃の婚約者。会社の社長。テレビにも出る有名人。ミロクからひどく嫌われている。
モデルはルージン。

## 単行本
- 罪と罰 A Falsified Romance 1巻 - 10巻（双葉社、アクションコミックス）

1. ISBN 978-4575833768(2007/07/03)
2. ISBN 978-4575834291(2007/11/28)
3. ISBN 978-4575834789(2008/04/28)
4. ISBN 978-4575835342(2008/09/27)
5. ISBN 978-4575836042(2009/03/28)
6. ISBN 978-4575836523(2009/07/28)
7. ISBN 978-4575837100(2009/12/26)
8. ISBN 978-4575837711(2010/05/28)
9. ISBN 978-4575838411(2010/11/27)
10. ISBN 978-4575838992(2011/04/28)

## テレビドラマ
2012年4月29日から同年6月3日まで、WOWOWの連続ドラマW枠で放送された。全6回。

### キャスト
- 裁 弥勒 - 高良健吾
- 飴屋（園山）英知香 - 水川あさみ
- 裁 喜乃 - 伊藤歩
- 飴屋 菊夫 - 堀部圭亮
- 矢住 賢道 - 中尾明慶
- 馬場 光 - 橋本愛
- 御子柴 遥 - 染谷将太
- 中上 明美 - 朝倉あき
- 島津 里沙 - 小野明日香
- 島津 敦子 ‐ 角南範子
- 目加田 - 長谷川朝晴
- ヤクザ - デビット伊東： 女子高生売春の元締め。
- コウ - テイ龍進： 首藤の行きつけのパブ（キャバクラ）の経営者。
- 内田朝陽： 教師時代の飴屋の弱みを握っていたぶっていた男。
- 沢渡 茉莉花 - 春風ひとみ： 首藤を性奴隷にしている女社長。
- 裁 好美 - 萬田久子
- 首藤 魁 - 田中哲司
- 五位 蔵人 - 伊武雅刀

### スタッフ
- 原作 - 落合尚之（『罪と罰 A Falsified Romance』双葉社刊・漫画アクション連載）
- 脚本 - 神山由美子、藤本匡介
- 音楽 - 遠藤浩二
- 監督 - 麻生学
- プロデューサー - 井上衛、山崎倫明、梶野祐司
- 美術 - 佐野博美
- 主題歌 - メレンゲ「まぶしい朝」（ワーナーミュージック・ジャパン）

| WOWOW 連続ドラマW枠                | WOWOW 連続ドラマW枠                                 | WOWOW 連続ドラマW枠             |
| 前番組                             | 番組名                                              | 次番組                          |
| ---------------------------------- | --------------------------------------------------- | ------------------------------- |
| 推定有罪 （2012.3.25 - 2012.4.22） | 罪と罰 A Falsified Romance （2012.4.29 - 2012.6.3） | マグマ （2012.6.10 - 2012.7.8） |